# 津曲浩二
津曲 浩二（つまがり こうじ、1955年4月10日 - ）は、日本の元騎手。
兄の忠美と幸夫も元騎手で、柴田政見・政人・利秋に次ぐ中央競馬史上2組目の三兄弟ジョッキーであった。

## 経歴
兄の幸夫がデビューした翌日の1976年3月7日、中山第5競走障害5歳以上未勝利・ノースファイブ（11頭中10着）で初騎乗を果たし、史上2組目の3兄弟ジョッキーとなった。
1976年6月26日の中山第3競走4歳未勝利・メキシコフォンテンで初勝利を挙げ、夏の小倉では初の特別勝ちを含む3勝で、1年目の同年は5勝をマーク 。
2年目の1977年には初の2桁となる10勝を挙げ、1979年まで3年連続2桁勝利を記録。
1979年には安田記念でインターチャイムに騎乗し、ハンデ戦のゴール前で3頭が横一線に並んだ末、同着ながら2着に入った。
1981年には2年ぶりの2桁となる14勝を挙げるが、1982年からは1桁台に落ち着く。
1986年には長野産馬ミネノカガヤキで大井の帝王賞に騎乗し、新潟のセントエリアス、地元のサンオーイに先着するも中央勢最下位の10着に終わった。8月31日の函館第1競走3歳未勝利・ヨシノホマレで通算100勝を挙げるが、同日には新潟で花松進も達成している。
同年には5年ぶりの2桁で自己最多の22勝、1987年には2年連続で自身最後の2桁となる13勝をマークし、1989年の牝馬東京タイムズ杯では11番人気のディアデータでルイジアナピットの3着に入った。
1991年は3月24日の中山で第1競走4歳未出走・サンガイ→第2競走4歳未出走・ダービーローズと共に逃げ切りで連勝し自身最後の1日2勝、7月21日の札幌第1競走4歳未勝利・ミホブラウンが最後の勝利となり、7月21日の札幌第5競走3歳新馬・カオリビューティー（6頭中6着）を最後に現役を引退。

## 騎手成績
| 通算成績 | 1着 | 2着 | 3着 | 4着以下 | 出走回数 | 勝率 | 連対率 |
| -------- | --- | --- | --- | ------- | -------- | ---- | ------ |
| 計       | 142 | 153 | 154 | 1440    | 1889     | .075 | .170   |

主な騎乗馬
- タケノハナミ